# Koninklijke Haagse Woningvereniging van 1854
De Koninklijke Haagse Woningvereniging van 1854 is in Den Haag een pionier bij de bouw van de eerste sociale huurwoningen in Den Haag in de negentiende eeuw. De naam van de woningbouwvereniging was tot 1990 Vereeniging tot Verbetering der Woningen van de Arbeidende Klasse te 's-Gravenhage.
De vereniging bezit in Den Haag acht woningcomplexen en heeft meer dan 300 woningen in beheer.

## Oprichting
In 1851 bezocht een aantal Leidse studievrienden de Wereldtentoonstelling in Londen, waar ze model-arbeiderswoningen zagen. De vrienden wilden dergelijke woningen ook in Den Haag bouwen en kwamen in 1853 bijeen met als doel een vereniging op te richten om de erbarmelijke huisvesting van behoeftige Hagenaars te verbeteren.
Eind oktober 1853 stuurden zij een circulaire aan 180 personen met een oproep aan betere huisvesting voor behoeftige Hagenaars mee te werken. Na een aantal voorbereidende vergaderingen werd op 1 maart 1854 officieel de Vereeniging tot verbetering der woningen van de arbeidende klasse te ’s-Gravenhage opgericht.
Het eerste project betrof woningen aan de Laan van Schuddegeest in Den Haag. Het woningbestand werd uitgebreid met huizen aan de Paramaribostraat en in de Zusterpolder (Van der Duynstraat en Van Hogendorpstraat).

## Delpratwoningen
In 1896 was een belangrijke uitbreiding mogelijk door de aankoop van een groot bouwterrein aan Hoefkade van de erven Enthoven, waar in de jaren nadien de zogenaamde Delprat-woningen zouden verrijzen. Het eerste blok van 14 woningen werd voltooid in 1897, in 1898 waren alle 46 woningen voltooid. De woningen hadden een woonvertrek, een keuken, drie slaapkamers, een ruime zolder en een voor- en achteruitgang. De tuin had de breedte van het huis en zou tien meter diep worden. De huurprijs werd bepaald op fl. 2,15. De naam van de woningen verwijst naar ir. I.P. Delprat (1793-1880), de eerste voorzitter van de vereniging.

## Nieuwbouw in het Valkenboskwartier en de Zusterpolder
Na de Eerste Wereldoorlog werd gebouwd in het Valkenboskwartier (De Reaumur-, Celsius-, Vinkensteyn-, en Noorderbeekstraat). De huizen in de Zusterpolder werden in 1931 afgebroken. Op het vrijgekomen terrein bouwde de woningvereniging ruimere woonhuizen met tuinen.

## Verwoesting verenigingskantoor
Bij een bomaanval op 11 april 1944 ging het kantoorgebouw van de vereniging aan de Laan Copes van Cattenburch 18 door brand verloren. Direct na de brand kreeg de vereniging onderdak in de Wagenstraat 169. Spoedig na de oorlog kon de vereniging beschikken over een nieuwe behuizing aan de Jan van Nassaustraat 44, waar de vereniging ook nu nog is gehuisvest. Sedert 1967 is het pand eigendom van de vereniging.

## Bouwen in Haagse nieuwbouwwijken
De vereniging nam ook deel aan de bouw van woningen in Haagse nieuwbouwwijken. Vele tientallen flatwoningen zijn gebouwd in de wijken Morgenstond (Enschedelaan, Coevordenstraat, Vriezenveenstraat en Ootmarsumstraat) en Leyenburg (Uitgeeststraat).
Ook bestaande complexen zijn door de vereniging aangekocht. In Rijswijk zijn flatwoningen aan de Sir Winston Churchilllaan gekocht.

## Lammers Stichting (1874-1980)
Met de gelden uit de nalatenschap van Dirk en Johanna Antonia Lammers is de Lammers Stichting opgericht en zijn in 1875 twintig huisjes aan de Schelpstraat (Hof Schelpstraat) in de Archipelbuurt in Den Haag en tien huisjes aan de Badhuisstraat (hofje Badhuisstraat) in Scheveningen gebouwd. De Lammers Stichting is in 1981 overgedragen aan de Vereeniging tot Verbetering van de Woningen der Arbeidende Klasse te 's-Gravenhage.
Het hofje aan de Schelpstraat is een rijksmonument. Het hofje aan de Badhuisstraat staat op de lijst van Gemeentelijke Monumenten in Den Haag.

## Flatgebouw Van Nispen in Mariahoeve
De flat Van Nispen in Mariahoeve is eigendom van de Maria Johanna van Nieuwkerk-Van Nispen Stichting en is gebouwd in 1971. Deze Stichting is sinds 2004 direct gelieerd aan de Koninklijke Haagse Woningvereniging van 1854. Het flatgebouw telt 14 verdiepingen en 72 woningen. In 1994-1995 heeft een grootscheepse renovatie plaatsgevonden.

## Goudenregenhof en Goudenregenhofje
In 2005 realiseerde de woningvereniging het eerste project in de Goudenregenstraat in Den Haag: de Goudenregenhof. In een uit 1920 daterend voormalig schoolgebouw kwamen 28 appartementen en 11 ateliers. Originele details heeft men geprobeerd zo veel mogelijk te bewaren.
Het laatste grote project van de Koninklijke Haagse Woningvereniging van 1854 is het eveneens in de Goudenregenstraat gelegen Goudenregenhofje in Den Haag. Het complex bestaat uit zes moderne hofjeswoningen van ca. 50 m² en een volgens het ontwerp van 1920 gebouwde voorwoning.

## Naamswijzigingen
De oude naam Vereeniging tot Verbetering der Woningen van de Arbeidende Klasse te 's-Gravenhage is in 1990 gewijzigd in Haagse Woningvereniging van 1854. In 2004 is ter gelegenheid van het 150-jarig bestaan van de vereniging het predicaat Koninklijk aan de vereniging verleend. De naam is sedertdien Koninklijke Haagse Woningvereniging van 1854.